# Bartlett (Illinois)
Bartlett è un comune degli Stati Uniti d'America, situato in Illinois, nella contea di DuPage e in parte nella contea di Cook.